# Памятник Александру II (Сочи)
Па́мятник Алекса́ндру II Освободи́телю — памятник российскому императору Александру II расположенный в историческом центре города Сочи.

## Расположение
Находится в центральном районе города Сочи на улице Курортный проспект, рядом с Поцелуевским сквером и Монументом Михаила-Архангела.

## Инициатива создания памятника
Инициатива создания памятника осуществлялась в рамках проекта «Аллея российской славы».
```
Памятник представлен руководителем проекта  «Аллея Российской Славы» Михаилом Сердюковым. Цель проекта — возрождение патриотического духа российского  народа, а также дань памяти великим предкам и соотечественникам. В разных уголках России установлено 82 памятника и бюста проекта «Аллея Российской Славы».
```

Памятник является подарком городу Сочи от Всероссийского государственный университета юстиции.

## Архитектурная композиция
Памятник представляет собой 4 тонный гранитный постамент высотой 3 метра на котором установлен бюст Александра II в военной форме. На памятнике золотыми буквами написано:
```
«АЛЕКСАНДР II ОСВОБОДИТЕЛЬ (1818-1881). Император всероссийский провел Великие реформы, в том числе отметил крепостное право(1861), завершил многолетнюю Кавказскую войну (1817-1864), начал хозяйственное освоение Черноморского побережья Кавказа»
```

Памятник был открыт 21 ноября 2015 года в день города. Недалеко от памятника находится монумент Михаилу Архангелу, Каменный якорь.

## Критика
Установка памятника подверглась критике со стороны черкесской общественности:
«Председатель общественного парламента причерноморских адыгов-шапсугов краевой организации "Адыгэ Хасэ" Маджид Чачух сообщил корреспонденту "Кавказского узла", что негативно относится к установке памятника Александру II,поскольку тот "устроил геноцид адыгов, черкесов и убыхов"»
Так же с обращением на имя мэра Сочи и президента РФ была создана петиция под названием «Убрать памятник палачу черкесов-Александру второму,установленный в Сочи»